# Jasper (Tennessee)
Pour les articles homonymes, voir Jasper.
La ville américaine de Jasper est le siège du comté de Marion, dans l’État du Tennessee. Lors du recensement de 2010, sa population s’élevait à 3 279 habitants.

## Source
- (en) Cet article est partiellement ou en totalité issu de l’article de Wikipédia en anglais intitulé « Jasper, Tennessee » (voir la liste des auteurs).